# Country Man
Country Man è il terzo ed ultimo singolo estratto dall'album d'esordio I'll Stay Me del cantante country statunitense Luke Bryan. Il singolo è stato pubblicato il 24 marzo 2008 per il mercato americano.

## Classifiche
| Classifica (2008)     | Posizione massima |
| --------------------- | ----------------- |
| Stati Uniti (Country) | 10                |
| Stati Uniti           | 74                |

## Classifiche di fine anno
| Classifica (2008)     | Posizione massima |
| --------------------- | ----------------- |
| Stati Uniti (Country) | 40                |